# Balboa Peninsula
La Balboa Peninsula (anche denominata Balboa) è una sottosezione della città di Newport Beach, in California.
Balboa è principalmente una zona residenziale, ma ha alcune ve ne sono anche di commerciali.

## Nome

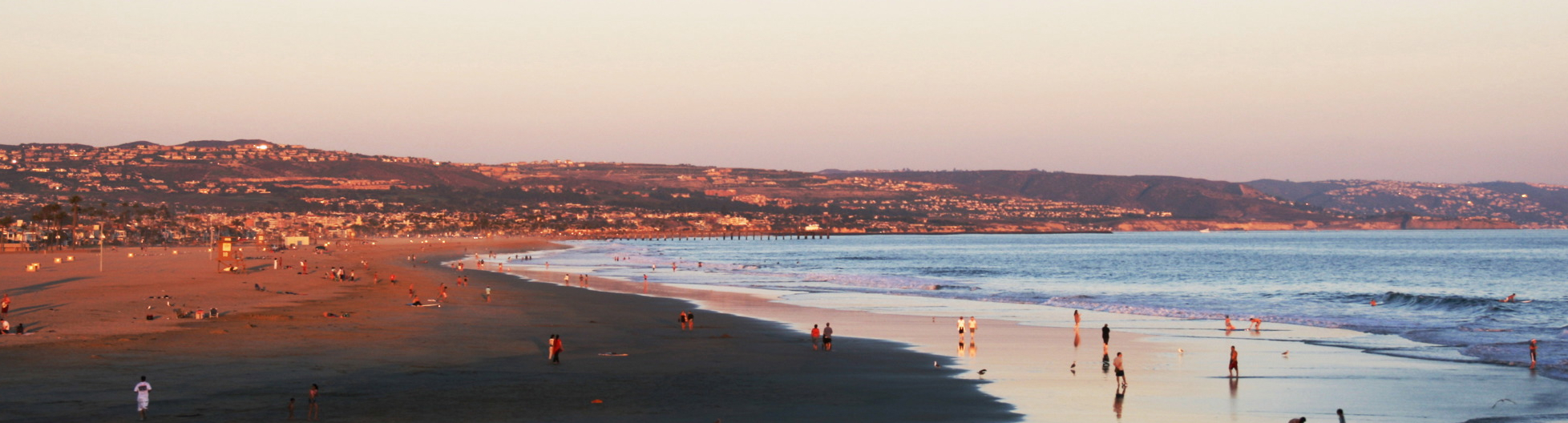
Panorama di Newport Beach da Balboa Peninsula

Il nome "Balboa", deriva dal famoso esploratore spagnolo, Vasco Núñez de Balboa.

## Geografia
La penisola, lunga circa tre miglia (5 km), è costituita da tutti i terreni ad est della 45ª Strada.
La maggior parte delle attività è concentrata lungo la Balboa Boulevard, specie dove si incontra con la Pacific Coast Highway, la McFadden Place, e la Main Street.
La penisola agisce come un molo che racchiude la Baia di Newport e le sue isole.

### Luoghi notevoli
- Il Balboa Fun Zone è un parco di divertimenti costruito nel 1936 da Al Anderson, che inizialmente affittò la terra per poi acquistarne la proprietà nel 1948.
- Il Newport Pier situato all'incrocio tra Oceanfront Boulevard e 21st Place, è popolare per la pesca sportiva, le passeggiate e i punti ristoro. Alla fine del molo si trova un ristorante chiamato "Newport Pier Grill e Sushi".
- Il Balboa Pavilion, fondato il 1º luglio 1906, ha svolto un ruolo di primo piano nello sviluppo di Newport Beach, attirando acquirenti d'immobili in un'area precedentemente paludosa.
- Balboa Island Ferry